# Дни белорусской и шведской поэзии
Дни белорусской и шведской поэзии — ежегодный литературно-музыкальный фестиваль, который традиционно проводится в Пинске с 2002 года в рамках программы Дней Швеции в Белоруссии.
Организатором данного мероприятия являются посольство Швеции в Белоруссии и Пинский городской исполнительный комитет. Организация мероприятий проходит при поддержке Шведского института (Стокгольм), а также Государственного совета культуры Швеции совместно с белорусскими партнерами (Городской дом культуры, Полесский драматический театр). В рамках данного события проводятся литературные чтения, семинары, а также Кубок молодёжной поэзии, в котором принимают участие молодые авторы из Пинска и Брестской области до 18 лет включительно. Проведение дней является значительным вкладом в развитие культурных отношений между Швецией и Белоруссией. На мероприятиях постоянно присутствуют представители шведского посольства, Шведского института а также белорусских исполнительных властей.
Каждый год в Пинск приезжают знаменитые шведские и белорусские литераторы и музыканты. В частности, шведская литература в разные годы была представлена чтением произведений Инги-Лины Лундквист, Микаэля Ниеми, Питера Фроберга Идлинга, Улине Стиг, Клаудии Маркс, Марии Зенстром и других. В 2009 году шведскую музыку представили такие известные исполнители как Аника Норлин из группы «Hello Saferide» и Андреас Матсон. С белорусской стороны в различные годы свои произведения читали Рыгор Бородулин, Владимир Некляев, Валентин Акудович, Юрий Гуменюк, Людка Сильнова, Валерия Кустова, Олег Минкин, Алесь Рязанов, Ева Вежновец, Людмила Рублевская, Владимир Орлов, Анатолий Вертинский, Светлана Бень и другие. Белорусская музыка была представлена Дмитрием Войтюшкевичем, Андреем Хадановичем, группами «Red Cat» (под руководством Р. Б. Гагуа) и «Сальторелла».